# Mamie la Glauque
 (avril 2017).
Si vous disposez d'ouvrages ou d'articles de référence ou si vous connaissez des sites web de qualité traitant du thème abordé ici, merci de compléter l'article en donnant les références utiles à sa vérifiabilité et en les liant à la section « Notes et références ».
Mamie la Glauque est un roman pour la jeunesse écrit par Benoît Desombres et illustré par Françoise Moreau en 1989.
L'histoire narre la vie de Mamie la Glauque. Elle vit sur une colline. Sa maison est fabriquée en planches pourries, en vieux sacs de pommes, et en divers matériaux étranges... Elle vit avec son chat et son corbeau. Les enfants lui jettent des chaussettes car ils ne l'aiment pas, sauf la fille du maire.
À partir de cette intrigue Benoît Desombres a écrit un roman sur la tolérance et l'amitié.